# 勧進能
勧進能（かんじんのう）は、寺社の建立、改築などの際に寄付を募るために、入場料を取って行われた田楽や猿楽の公演である。後には本来の目的が薄れ、猿楽師の収益のため行われるようになった。

## 概要
勧進のための公演は田楽や猿楽の初期から行われた。少なくとも南北朝時代の14世紀の半ばには、既に盛んに行われていたことが判っている。多くの観衆を集める都合上、当初は京を中心に開催され、賀茂の河原や大寺院の境内などが会場となった。古くは田楽が盛んで、『太平記』にも田楽の勧進能が盛況を示した様子が記されている。
時代が下ると大和猿楽諸座がその中心となり、有名なのは寛正5年（1464年）4月、京都糺河原における鞍馬寺の再興のための僧善盛の勧進、音阿弥・観世政盛父子の演能である。他にもこの時代では、永正2年（1505年）粟田口での金春禅鳳、享禄3年（1530年）五条玉造での観世宗節によるものなどが知られている。
江戸時代になって、おおむね四座一流の太夫の営利的な興業と化した。中でも観世大夫は、江戸幕府によって太夫一代一度限り許される勧進能を行う特権を持ち、これを「一世一代能」、「一代能」、「御免能」と称した。これは数日間に渡る興行で、江戸町民は強制的にこの入場券を割り当てられたため、かなりの収益をもたらした。なお、幕末には宝生座もこれを行っている。有名なものとしては、観世元章が将軍の後援を得、寛延3年（1750年）に江戸筋違橋で15日間に渡って行った勧進能がある。これほどのロングラン公演は前例のないことで、これは一代能を行わなかった祖父の分、父の分を加算するとして許されたものであり、元章の権勢を示すものとなった。
江戸における大勧進能を挙げれば、次の通り。
- 慶長12年（1607年）　江戸城内　観世、金春
- 元和7年（1624年）　幸橋外　観世
- 明暦2年（1656年）　筋違橋外　観世
- 貞享4年（1687年）　本所　宝生
- 寛延3年（1750年）　筋違橋外　観世
- 文化13年（1816年）　幸橋外　観世
- 天保2年（1831年）　幸橋外　観世
- 弘化5年（1848年）　筋違橋外　宝生[1]